# 阿左美沼

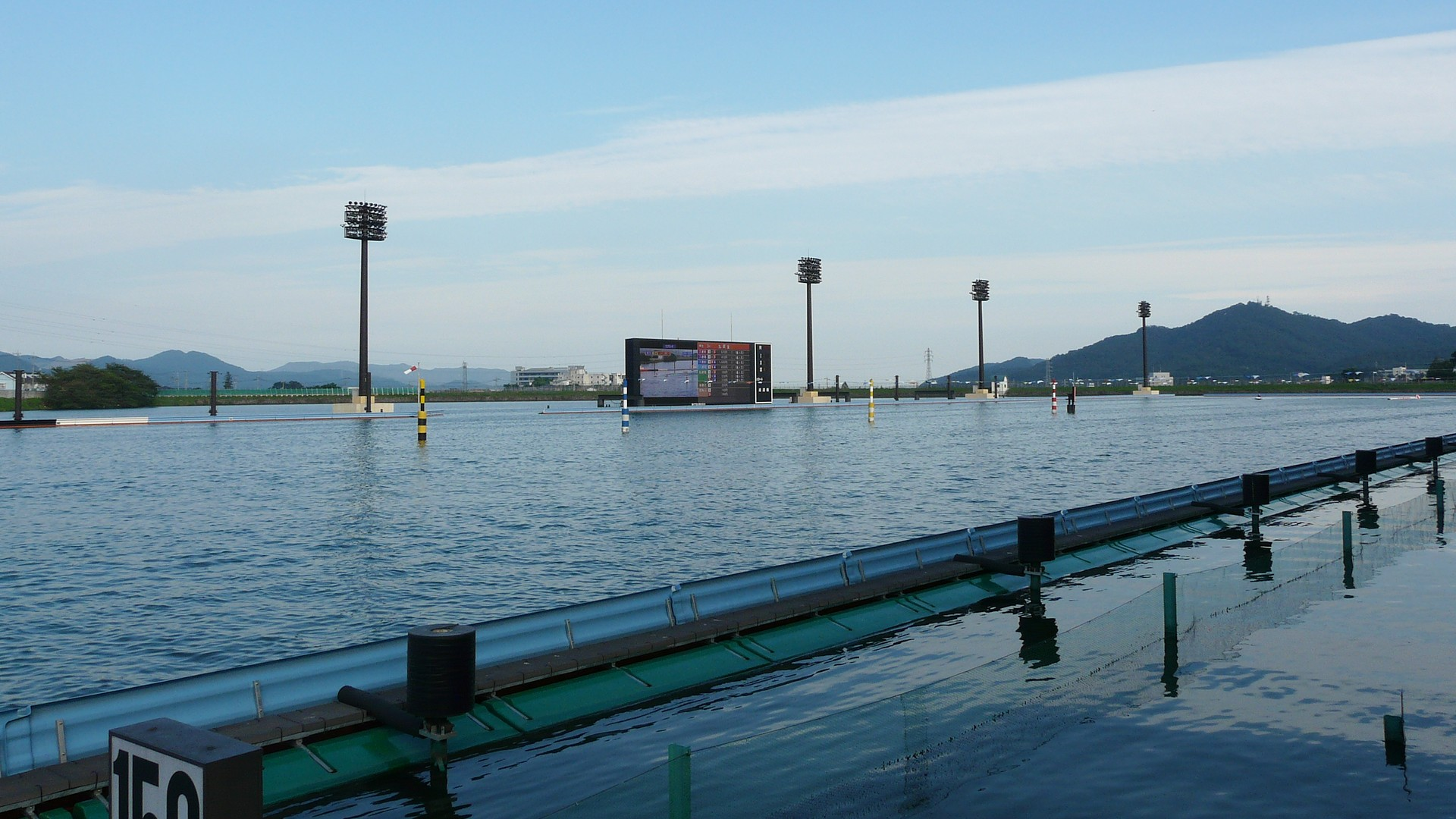
阿左美沼（桐生競艇場）

阿左美沼（あざみぬま）は、群馬県みどり市にある沼である。

## 地理
阿左美沼は、渡良瀬川が作り上げた大間々扇状地の扇頂近くにある沼である。桐生競艇は、この沼の東側の半分を転用して開催されている。

## 交通アクセス
- 駐車場は沼の南西に10台分[1]
- 最寄り駅は、東武桐生線阿左美駅と両毛線岩宿駅で、ともに上述の駐車場まで約1km、徒歩約13分程度。